# Cyclopropénone
La cyclopropénone est un composé organique aromatique, de formule chimique C3H2O comprenant un cycle cyclopropène avec une fonction cétone. Elle se présente sous la forme d'un gaz incolore. Ses propriétés chimiques sont dominées par la forte polarisation du groupe carbonyle, qui donne une charge électrique partielle positive avec une stabilisation aromatique du cycle, ainsi qu'une charge électrique partielle négative sur l'atome d'oxygène.
Cette molécule a été détectée dans le milieu interstellaire en 2006, dans la région de Sagittarius B2.